# Dohodak
Dohodak je tijek nadnica, kamata, dividendi i ostalih primanja koji dotiječe pojedincu ili državi u određenom vremenu.
Realni dohodak označava količinu dobara i usluga koje možemo kupiti svojim novčanim dohotkom. Za njega je vezan efekt dohotka.

## Efekt dohotka
Efekt dohotka (učinak dohotka) označava promjena potraživane količine dobara do koje dolazi zbog učinka promjene cijene na realni dohodak potrošača. Većina dobara pozitivno reagira na veći dohodak pa će efekt dohotka normalno ojačati djelovanje efekta supstitucije i krivulju potražnje učiniti još izraženije opadajućom.
Smanjenjem cijene dobra, uz fiksni novčani dohodak, realni se dohodak potrošača povećava jer potrošač može priuštiti kupovinu više košara dobara nego prije. To stvara učinak dohotka i potrošač, ako se radi o normalnom dobru, povećava potraživanu količinu dobra čime učinak dohotka dodatno ojačava povećanje potraživane količine do kojeg je došlo zbog učinka supstitucije.

## Dohodovna elastičnost
Dohodovna elastičnost je postotna promjena količine potražnje podijeljena postotnom promjenom dohotka (ceteris paribus).

## Budžetski pravac
Budžetski pravac prikazuje kombinacije dobara koje se mogu kupiti uz zadani dohodak. Odnosno budžetski pravac čine one košare čijom kupnjom potrošač troši čitav dohodak.
Jednadžba budžetskog pravca glasi: {\displaystyle I=p_{1}*Q_{1}+p_{2}*Q_{2}}
I označava dohodak, {\displaystyle p_{1}} i {\displaystyle p_{2}} cijene prvog i drugog dobra, a {\displaystyle Q_{1}} i {\displaystyle Q_{2}} količine prvog i drugog dobra u promatranoj košari dobara.
Nagib budžetskog pravca odražava relativne cijene.